# Apenesia azeda
Apenesia azeda (лат. ) — вид ос-бетилид рода Apenesia из подсемейства Pristocerinae  (Chrysidoidea, Hymenoptera). Юго-Восточная Азия.

## Распространение
Восточная Азия (Япония).

## Описание
Мелкие осы-бетилиды. Длина тела около 4,2 мм. Длина переднего крыла самцов 3,4 мм. Тело буроватое; мандибулы коричневые; ноги желтоватые и буроватые; крылья светло-янтарные.
Голова шире, чем мезосома. Усики 12-члениковые. Нижнечелюстные щупики 4-члениковые, а нижнегубные состоят из 3 сегментов.
Вид был впервые описан в 2020 году бразильскими гименоптерологами Isabel D.C.C. Alencar (Instituto Federal de Educação, Ciência e Tecnologia do Espírito Santo, Витория, Эспириту-Санту, Бразилия) и Celso O. Azevedo (Universidade Federal do Espírito Santo, Departamento de Biologia, Эспириту-Санту, Бразилия).